# Peugeot Vivacity
Le Peugeot Vivacity est un scooter produit par Peugeot Motocycles de 1998 à 2018.

## Historique

### Vivacity 1 et 2
Peugeot Motocycles commence à produire le Vivacity 1 en 1998, et ce jusqu'en 2008. Les Vivacity 1 et 2 se sont avérés être l'un des plus grands succès commerciaux de Peugeot en raison de leur conception et de leur moteur économique et puissant, étant le concurrent du MBK Booster.

### Vivacity 3
En 2008, Peugeot dévoile un nouveau design pour le Vivacity. Avec une plus grande zone de stockage sous le siège et dans les plastiques avant, il a presque deux fois les capacités de stockage du précédent.

### e-Vivacity

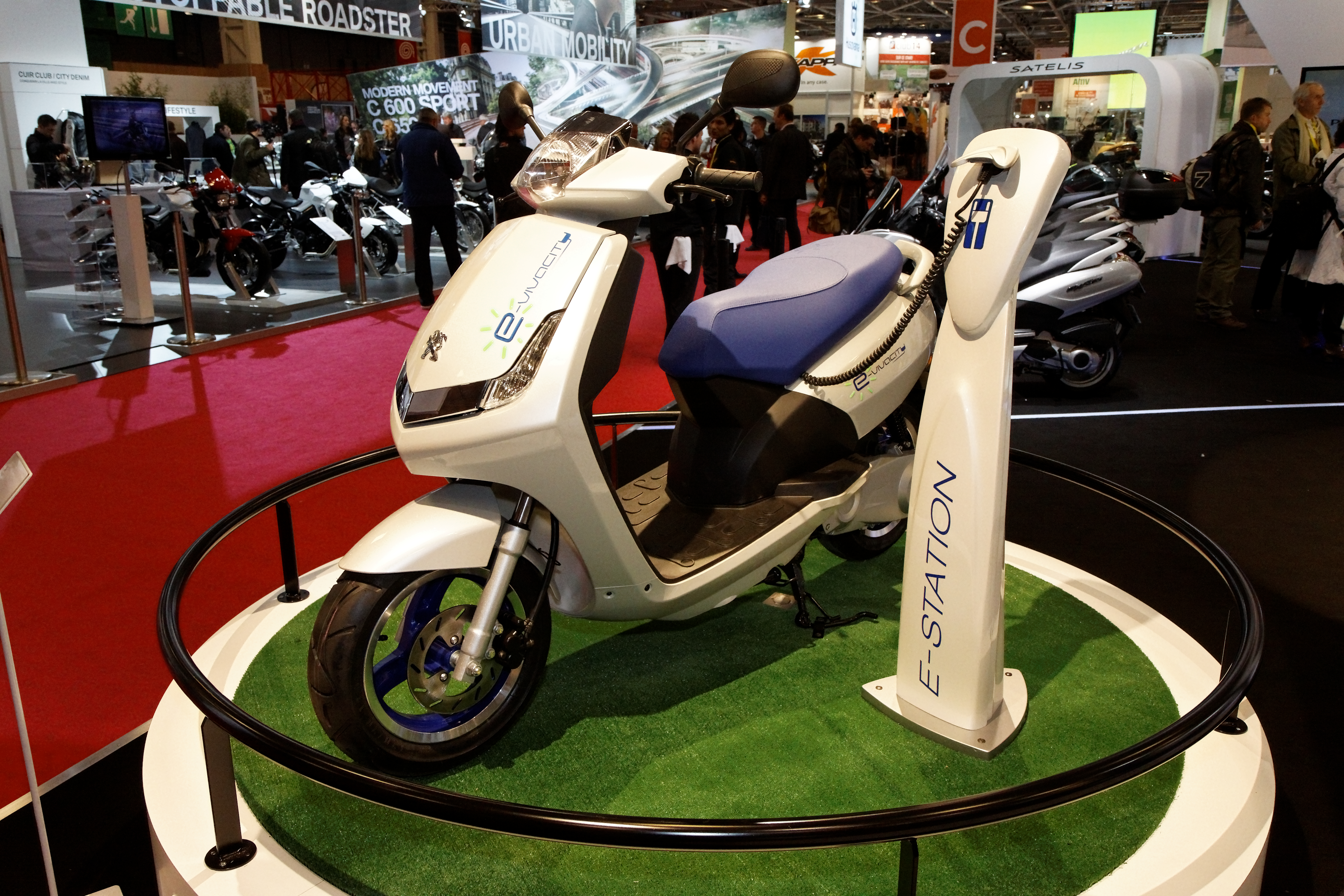
Peugeot e-Vivacity au Mondial du deux roues de Paris 2011.

En 2012, une version électrique du scooter appelée « e-Vivacity » est lancée.

## Utilisateurs

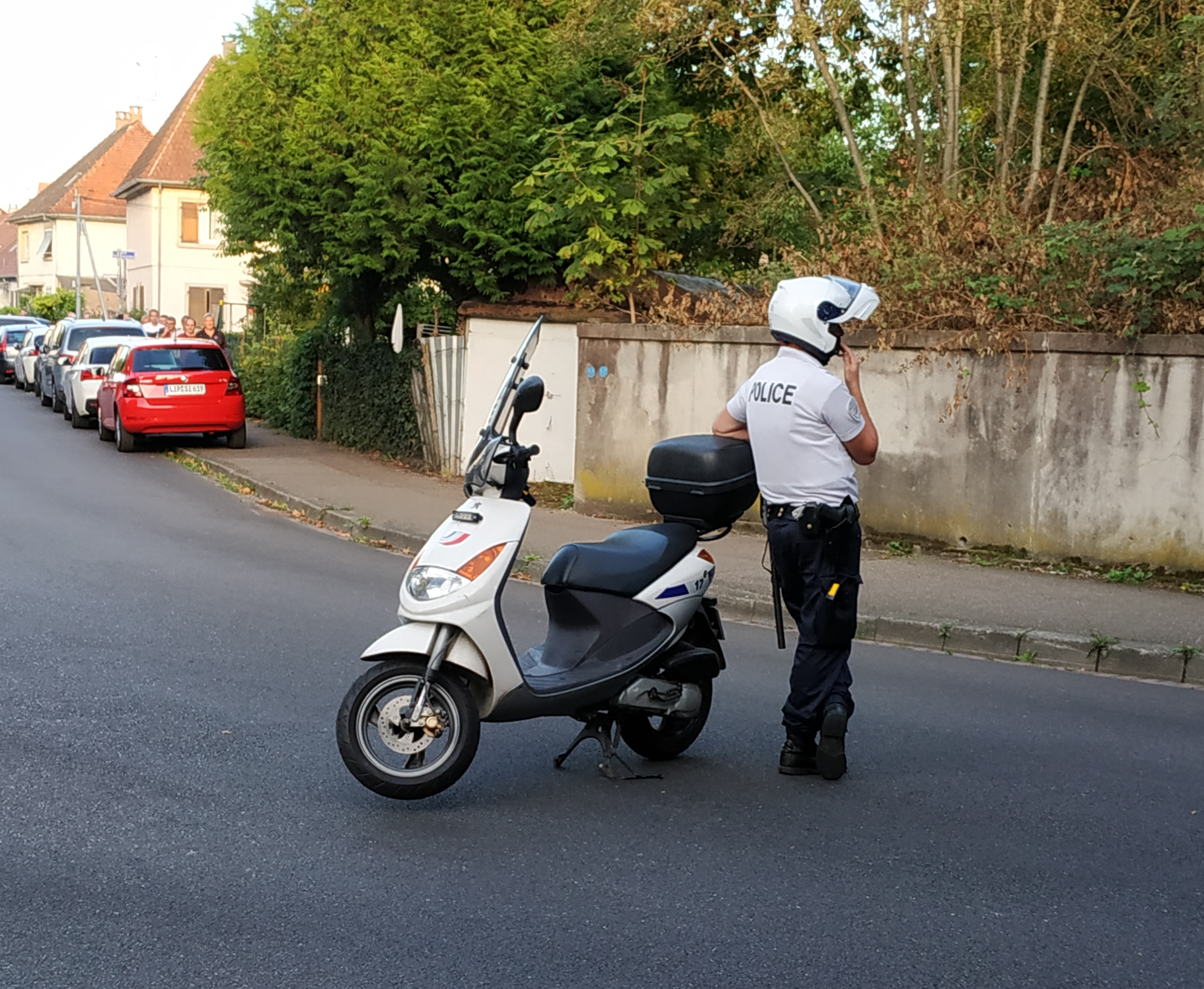
Un Peugeot Vivacity de la Police nationale.

Le Peugeot Vivacity est utilisé par la Police nationale française.